# Walther PP
La Walther PP (acronimo di Polizei Pistole o pistola di polizia) è la capostipite di una famiglia di pistole semi-auto (PP e PPK) sviluppate e prodotte inizialmente dal 1929 al 1945, nella Sassonia-Coburgo in Germania, presso la fabbrica d'armi di Carl Walther (1858-1915), anche conosciuta come Carl Walther GmbH Sportwaffen o semplicemente Walther, sotto la direzione del figlio primogenito Fritz Walther (1889-1966), appassionato d'armi come il padre.
Le PP e PPK (1931) sono state tra le prime pistole autocaricanti a doppia azione di successo al mondo; ampiamente apprezzate all'epoca, ma anche negli anni postbellici, e finanche nel nuovo millennio, malgrado l'età. Alcune varianti sono quindi ancora in produzione nel 2023, sia in Germania che in USA, in vari calibri e serie.

## Storia
Agli inizi del 1900, Carl Walther era già molto appassionato alle nuove armi automatiche e soprattutto alle pistole. Nel 1908, su iniziativa del figlio primogenito Fritz Walther, inizia la produzione aziendale delle pistole semiauto con le compatte (Modelli dal 1 al 9), nei calibri 6,35 mm e 7,65 mm, armi che inizialmente avevano preso spunto dalle pistole belghe dell'epoca, Modèle 1905 e 1906 del "vicino" John Browning. Ma fu la pistola FN Modèle 1910, sempre di Browning, ad essere probabilmente la "nonna" delle Walther PP e PPK, con le dovute modifiche tecniche ed estetiche, infatti già la Walthers Patent Mod. 8 (del 1919), fu in buona parte la prima versione "micro" delle PP e PPK. Negli anni 1920, la ditta Walther Gmbh con sede a Zella-Mehlis, in Turingia (zona di fonderie, metallurgia, armieri e armerie tedesche), era già una affermata fabbrica di armi sportive, per le forze dell'ordine e per la Reichswehr (forze armate tedesche, in difesa del Reich).

### Sviluppo
Nel 1929, la ricerca, lo sviluppo e l'evoluzione dei modelli e dei prototipi già fabbricati prima, con l'aggiunta di alcuni brevetti, portano la Walther a produrre la popolare Polizei Pistole, nella prima grossa produzione in serie; arma che fu destinata a ri-armare la Bundespolizei (polizia federale), che fino a quel momento aveva in dotazione solo le pistole militari Luger P08 e Mauser C96, armi di fattura eccellente, ma piuttosto costose (e la C96, anche molto grande e pesante).
Nel 1931, la Walther soddisfa la Bundeskriminalamt (polizia criminale), producendo la nuova versione più compatta della PP, la Polizei Pistole Kriminal modell o PPK. Anche questa fu usata nella seconda guerra mondiale e rivoluzionò poi il mercato delle armi corte. Ed è nota a livello mondiale anche per il suo uso cinematografico (a partire dagli anni 1960) da parte del personaggio James Bond.
Le nuove pistole PP e PPK, presentavano tutte le caratteristiche più utili alle forze di Polizia tedesche: scatto ad azione mista (singola e doppia), leva di sicura con funzione abbatticane, indicatore di camera carica (cartuccia in canna) e sistema di auto-blocco del percussore (di brevetto 1919), sbloccato dal grilletto, che consentiva di portare l'arma carica e pronta a sparare, in "piena" sicurezza, sia nella fondina che sotto la giacca, funzione espressamente pensata per gli usi di polizia. Alcune di queste caratteristiche tecniche introdotte dalla Walther, erano molto innovative per quei tempi. Così ne derivò che, la PP era un'arma da fianco ideale per la polizia in divisa, e la PPK ideale per la polizia in borghese, entrambe sicurissime (per i tempi), compatte, leggere e comode da portare, relativamente economiche da produrre, ma anche molto ben rifinite, come da tradizione Walther.
La PP fu presentata nel 1930 e immediatamente acquistata da molti corpi di polizia regionali tedeschi; la PPK entrò in azione nel 1931 e fu ampiamente usata, sia da polizia che da esercito, come nella Germania nazista (lo stesso Hitler si suicidò con una PPK), per rimanere la pistola d'ordinanza delle forze di pubblica sicurezza fino al 1972.
Le PP/PPK vennero offerte fin da subito anche nel mercato civile, dove ebbero sempre notevole successo per le caratteristiche innovative, la compattezza e l'eccellente livello qualitativo. Inizialmente prodotte per cartucce 7,65 Browning (.32 ACP), furono richieste da molti corpi di polizia anche in un calibro più grosso, così vennero prodotte anche per il 9 mm corto (.380 ACP), un po' più efficace e potente; al mercato civile, vennero offerte anche in versioni più "leggere" (calibro 6,35 mm e .22"), molto apprezzate dai praticanti del tiro a segno per le cartucce particolarmente economiche.

### Servizio operativo
La Walther GmbH non risparmiò nulla per promuovere la sua pistola, nonostante il successo commerciale riscosso, così, molti personaggi pubblici e alti esponenti del NSDAP ricevettero in dono esemplari di pistole PP lussuosamente rifinite, placcate e incise in oro. Il Partito Nazionalsocialista stesso acquistò molte PP e venne addirittura creata una speciale versione di Ehrenwaffe (arma d'onore) da destinare a gerarchi in ricompensa per meriti speciali, come una vera e propria decorazione. Nel 1936, la Luftwaffe adottò la PP come arma d'ordinanza per il personale di volo, e fu acquistata privatamente da innumerevoli ufficiali della Wehrmacht, della Kriegsmarine e delle SS, che la preferivano alle pesanti pistole d'ordinanza P08 e P38, per la sua leggerezza e compattezza; inoltre, molti militari di truppa la portavano come "arma da tasca". Era anche l'arma da fianco standard della Feldgendarmerie (polizia militare).
Durante il secondo conflitto mondiale, la PP servì su tutti i fronti di guerra, dal Nordafrica alle steppe russe, nei sottomarini e negli aerei; si guadagnò una reputazione eccezionale di affidabilità e robustezza, di facilità d'uso e di comodità di porto. Il suo munizionamento non permetteva altro impiego che non fosse quello della difesa piuttosto ravvicinata, ma in quei contesti era una delle pistole più apprezzate e desiderate. Oltre alle forze armate tedesche la Walther PP fu largamente impiegata anche dalle truppe alleate, che la ricercarono sempre avidamente e divenne un ambito trofeo di guerra; in particolare le truppe sovietiche ammiravano la Walther PP per la sua qualità meccanica, e la pistola Makarov prodotta in URSS negli anni '50 somiglia molto alla PP.

### Secondo dopoguerra

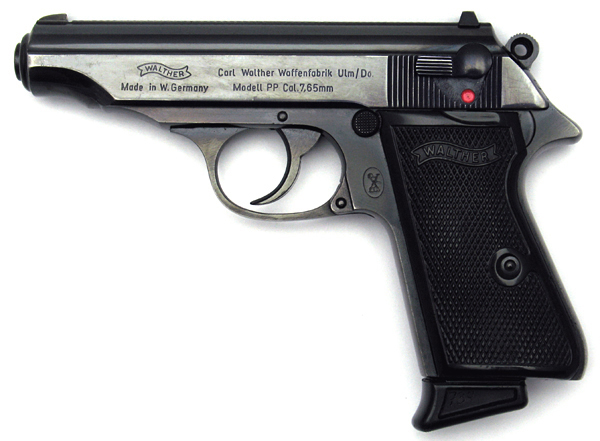
PP 1972

Dopo il 1945 la Walther PP/PPK venne prodotta, su licenza o meno, in molti Paesi, in tutte le sue molte varianti; in particolare, la ditta francese Manurhin la produsse fino al 1986 per la Polizia e l'esercito francese. Quanto alla Carl Walther Gmbh, gli impianti di Zella-Mehlis vennero a trovarsi nella zona d'occupazione sovietica (in seguito RDT) e andarono perduti; negli anni '50 la ditta fu ricostituita a Ulm am Donau, e tornò subito in produzione per le forze dell'ordine e le forze armate tedesco-occidentali; ben presto, venne acquistata da moltissimi altri Paesi per le loro polizie e militari, e venduta sul mercato civile. Ad onore dei progettisti, va il fatto che continua ad essere una delle pistole della sua categoria più apprezzate e richieste. Diverse serie sono tuttora prodotte in Germania, Francia e Stati Uniti.  Il design ha ispirato varie altre pistole, tra cui la sovietica Makarov PM (1951), l'ungherese FÈG PA-63 (1963), la polacca FB P-64 (1964) e la cecoslovacca CZ 82 (1982), che però usano la più potente cartuccia possibile in questo formato di pistole (il 9 x 18 mm Makarov, non intercambiabile con gli altri 9 mm occidentali), ma anche l'americana Accu-Tek AT-380 II e l'argentina Bersa Thunder 380 in 9mm corto (o .380 ACP), la tedesca Heckler & Koch HK4 (1968) nei quattro calibri classici .22, .25, .32 e .380, e l'italiana Beretta Mod. 90 (Roma) in 7,65 Browning (1970), più o meno tutte con le stesse caratteristiche tecniche di base.
Nel 1999, la Walther annuncia il termine della produzione del modello PP, e marchia con la scritta in oro "Last edition 1929-1999 " le ultime 500 pistole prodotte ad Ulma.

## Caratteristiche tecniche

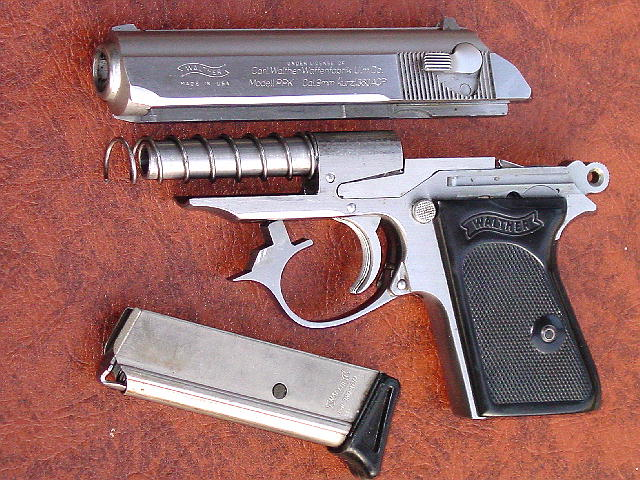
PPK in smontaggio da campo.

Presenta un tradizionale funzionamento a massa (blowback) dove la forza della molla di recupero (coassiale alla canna) ed il peso del carrello, garantiscono la chiusura della culatta, senza necessità di chiusure geometriche, grazie alla modestia di potenza dei calibri impiegati. Il meccanismo di sparo è a doppia azione, il caricatore è monofilare estraibile da 8 colpi, e la canna fissa funge anche da guida per la molla di recupero. Le mire sono fisse sul carrello ed il cielo è zigrinato antiriflesso per tutta la lunghezza della linea, il mirino anteriore è a lama e la tacca di mira ad U è tarata per tiri da 20 m. Sui lati posteriori del carrello vi sono gli intagli di presa per l'armamento, e sul lato sinistro vi è la sicura che funge anche da abbatticane: azionando la sicura a cane armato, questo viene abbattuto, evitando qualunque esplosione accidentale. Dietro il grilletto, sull'impugnatura di sinistra, c'è il pulsante di sgancio del caricatore estraibile.
Altra caratteristica interessante dell'arma tedesca, è il blocco automatico del percussore: un cilindro, comandato dal grilletto, che ferma il percussore all'interno del carrello e non gli permette di muoversi, nemmeno se percosso dal cane o da altre cause, impedendogli così di raggiungere l'innesco della cartuccia ed eliminando di fatto la possibilità di spari accidentali; tale blocco viene rimosso solo premendo il grilletto. Tale caratteristica brevettata dalla Walther nel 1919, venne in seguito copiata da innumerevoli produttori e fabbricanti ed è oggi un elemento standard di gran parte delle pistole automatiche esistenti.
Altro elemento degno di nota è l'avvisatore di arma carica: quando una cartuccia è in canna, un piolo di acciaio sporge dal retro del carrello, sopra il cane; così, il tiratore può accorgersi visivamente o tastando col pollice, se l'arma è carica.

## Varianti
Per quanto compatta, comoda e leggera, la modell PP era pur sempre concepita come pistola da fianco, per essere portata nella fondina della divisa, per cui di dimensioni non proprio tascabili. Così, la Polizia Criminale tedesca (KriPo), espose quasi subito la richiesta di avere anche una variante più piccola e leggera, destinata al porto occulto, sotto la giacca, tipico degli agenti in abiti borghesi. Naque così la PPK.

### PPK (1931)

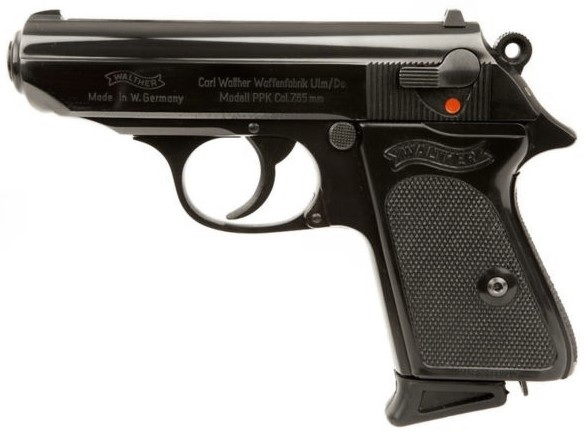
PPK west Germany del 1970.

Nel 1931 è già in commercio la versione ridotta della PP, la PPK (acronimo di Polizei Pistole Kriminalmodell), ideata espressamente per la polizia criminale. Le nuove dimensioni ed il peso modesto, ne fanno un'arma più adatta al porto occulto (sotto i vestiti), tipico degli agenti in borghese, ma viene comunque acquistata anche da privati e/o per usi di difesa personale o semplice divertimento con i calibri più piccoli (.22 e il rarissimo 6.35 mm). La lunghezza fu portata a soli 15,5 cm, perdendo 15 mm nel totale e di canna (da 98 a 83 mm), l'altezza fu abbassata di quasi 1 centimetro, cosa che limitò i colpi nel caricatore, a 7 in calibro 7,65 mm e a 6 per le 9 kurz (su talune fonti è possibile trovare l'errata corrispondenza tra sigla PPK e significato "Polizei Pistole Kurz "), che venne munito di un tallone sagomato, per appoggiare confortevolmente il mignolo, elemento (di plastica o bachelite, come le guancette) applicato in seguito anche sotto i caricatori del modello PP (per ulteriore comodità di presa); la larghezza perde 5 mm diventando 2,5 cm, ed il peso risulta 590 grammi da scarica e circa 650-660 g da carica. Esattamente come nel modello PP, anche la canna della PPK è fissata al fusto e funge da guida per la molla di recupero, la sicura è sul fianco sinistro dell'otturatore, e sbloccando il ponticello del grilletto, si può sfilare il carrello ed aprirla per la pulizia. Le caratteristiche tecniche ed il livello di lavorazione son stati perfettamente gli stessi della PP, di cui impiega anche tutti gli stessi calibri, e perciò, anche la PPK ebbe un largo successo commerciale fin da subito. Le pistole PP e PPK furono inizialmente fabbricate nello stabilimento Walther a Zella-Mehlis, in Turingia (Germania), fino a quando la zona finì occupata dall'Armata Rossa dopo la guerra e la fabbrica venne smantellata e distrutta. In questo stabilimento (nel periodo pre '45) vennero prodotte anche alcune versioni speciali di PP e PPK, senza però essere contrassegnate da particolari sigle differenziali; ad esempio, i rari modelli prodotti col fusto in lega leggera (Ergal), che da circa il 1952 prenderanno la sigla PPK-L (nella nuova edizione) e saranno prodotte in una diversa lega (Dural), oppure le versioni "Extra", che presentavano l'indicatore di camera carica (poi diventato uno standard di produzione, escluse quelle camerate in 22LR), o anche quelle realizzate con l'ottima finitura "azzurrata super lucida", ecc.
Dopo la guerra, Fritz Walther si sposta ad Ulm-am-Donau (città natale di Einstein) in West Germany, con una valigetta di documenti e una ottantina di brevetti, cercando di riaprire l'azienda di armi, e iscrivendola nel registro delle imprese nel 1950. Nel 1952 si accorda con la Manurhin francese (di sede in Alsazia) per produrre le pistole PP e PPK sotto licenza Walther (produzione che prosegue fino al 1986), riuscendo lentamente a ricostruire la Waffenfabrik persa. Fino agli anni 1960, quando l'azienda riacquista l'indipendenza industriale, utilizza largamente parti Manuhrin per la produzione, per poi aggiungere ulteriori nuovi modelli, tipo la TPH (1968), la PP-Super (1972), ecc.. Fritz Walther muore nel 1966, e suo figlio Karl-Heinz assume la direzione della Carl Walther fino a che, nel 1992, l'intera azienda stava per essere ceduta alla società austriaca Steyr-Mannlicher. Ma nella primavera del 1993 i due soci ed imprenditori, Wulf-Heinz Pflaumer e Franz Wonisch, nonché amministratori del gruppo Umarex ad Arnsberg, rilevarono l'azienda Carl Walther (al 90% delle azioni), mantenendola in Germania.
La fama della PPK, ottenuta dopo gli anni 1960, è derivata molto anche dal essere la pistola di James Bond, il celebre Agente 007 della letteratura e del cinema, nonostante nei primi romanzi usasse una Beretta (di piccolo calibro), e nel primo film impugnasse una PP, perché il produttore non trovò una PPK. Degno di nota è il fatto che i servizi segreti britannici hanno effettivamente avuto in dotazione la Walther PP (ma non la PPK, almeno a quanto risulta), con la sigla di designazione XL47E1. Queste pistole son perfette per essere usate anche col silenziatore, sono leggere e sicure, hanno la canna fissa al fusto ed il proiettile è subsonico, infatti anche in qualche episodio di Bond 007, lo si è visto usare una PPK silenziata. Anche le Makarov sovietiche venivano usate col silenziatore e negli anni 1990, in Russia, era frequente convertire i modelli a gas PP e PPK, in modo che sparassero cartucce vere di piccolo calibro, col silenziatore, per usi "militari". Persino nei cataloghi e nei siti web della Walther PPK/S 22, viene esplicitato che la canna è filettata direttamente dalla fabbrica per ospitare il silenziatore (opzionale), e che è "... l'arma da fuoco ricreativa perfetta per ogni situazione".
Dalla metà degli anni 1980, la PPK viene prodotta anche in USA, presso la Interarms (International Armament Corporation) in Alexandria (Virginia), e dal 2002, presso la Smith & Wesson a Houlton (Maine), sempre su licenza della Carl Walther GmbH, ma solamente nei calibri .380 ACP e .22 LR.
Ancora nel 2009, erano in produzione (in Germania), i modelli PPK e PPK-L nei calibri 9 kurz, 7,65 mm e .22 LR.
Dal 2013, Umarex e Walther sbarcano in America, a Fort Smith in Arkansas, costituendo la fabbrica della sussidiaria Walther Arms, Inc. con sede negli USA, e nella quale iniziano la produzione dei soli modelli PPK e PPK/S nei soli calibri .380 ACP e .22 LR. In quegli anni, la nuova azienda di Ulm, che fu ricostruita nel 2005 alla periferia della città, ha in produzione la sola versione PPK/S 22, timbrata come Made in Germany.
Al 2020, la produzione della Polizei Pistole sembra essere affidata totalmente alla Walther Arms USA e la vendita nel mondo esclusiva ai modelli PPK e PPK/S in 9 kurz /.380 ACP con finiture nero o inox, e PPK/S 22 in .22LR con finiture nero o nichelato.
Al 2023, sul catalogo Germany, la finitura chiara della PPK/S 22 diventa inox (stainless), tuttavia nelle specifiche, il materiale del fusto è dichiarato come metal (alluminio, lega, zama?) e non steel come le altre. E sul sito web Walther USA c'è anche una versione PPK/S inox, con impugnatura in noce.

### PPK/L (1957)
A partire dal 1957, nella nuova Carl Walther Waffenfabrik, Ulm/Do. fu prodotta la versione con il fusto in lega leggera (L), solitamente in Ergal (o Dural) anziché interamente in acciaio come la PPK. E siccome la riduzione del peso (da 590 a 480 g scarica) aumentava leggermente il rinculo percepito dal tiratore, venne prodotta solo nei calibri meno potenti, da 7,65 al .22. Al 2023, non è più prodotta, tuttavia resta comunque una interessante pistola per difesa e porto occulto, dal peso totale inferiore a 550 g carica.

### TPH (1968)

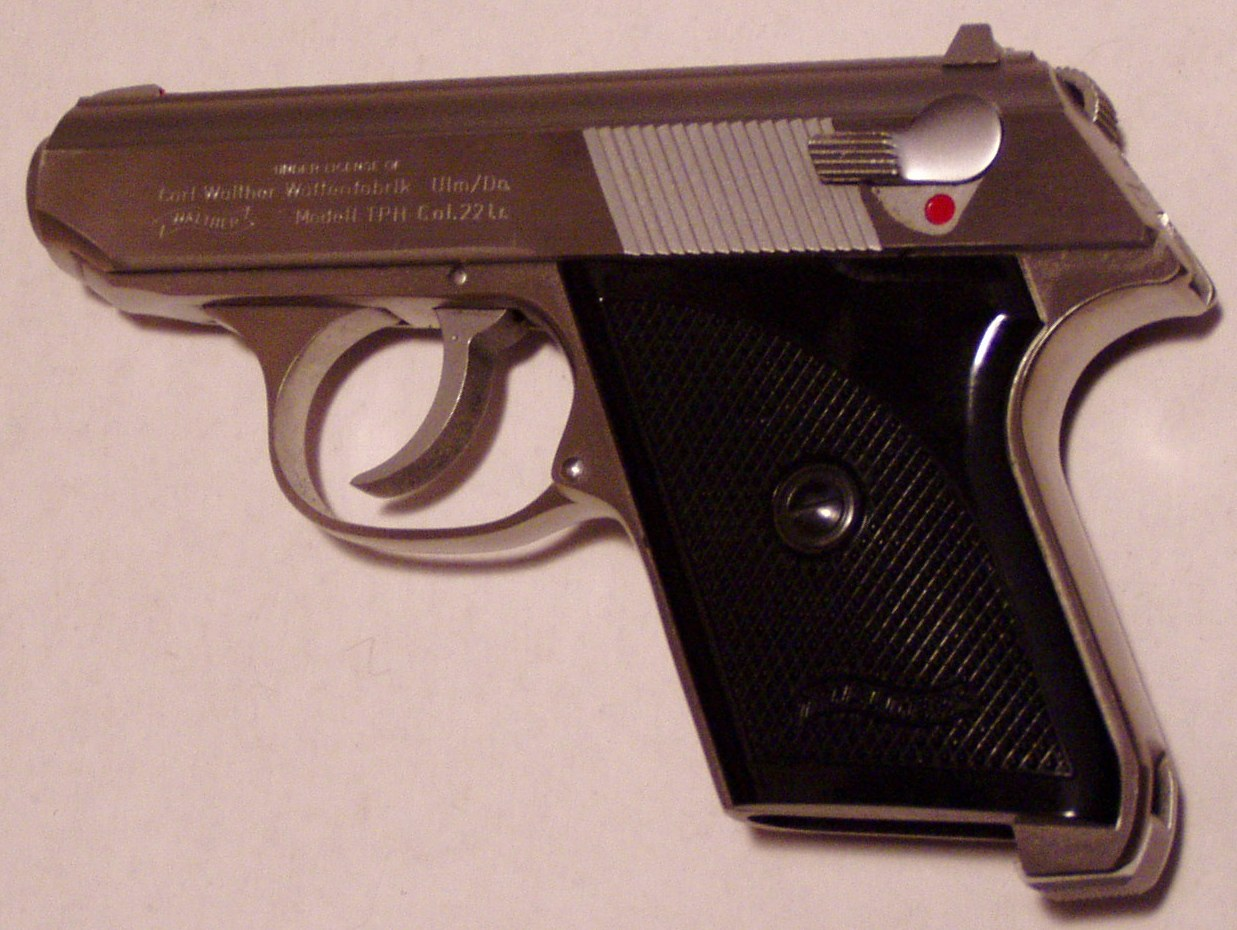
Una Walther TPH calibro 22LR, priva del caricatore.

La Walther TPH apparsa nel 1968 è una pistola di calibro piccolo (22LR) introdotta nel 1971, identica per meccanismo e funzionamento alla PPK, ma di dimensioni ulteriormente ridotte (135 mm) e del peso di soli 360 g. È tuttora prodotta nei calibri 6,35mm e 22 LR, con un caricatore di 6 colpi.

### PPK/S (1970)

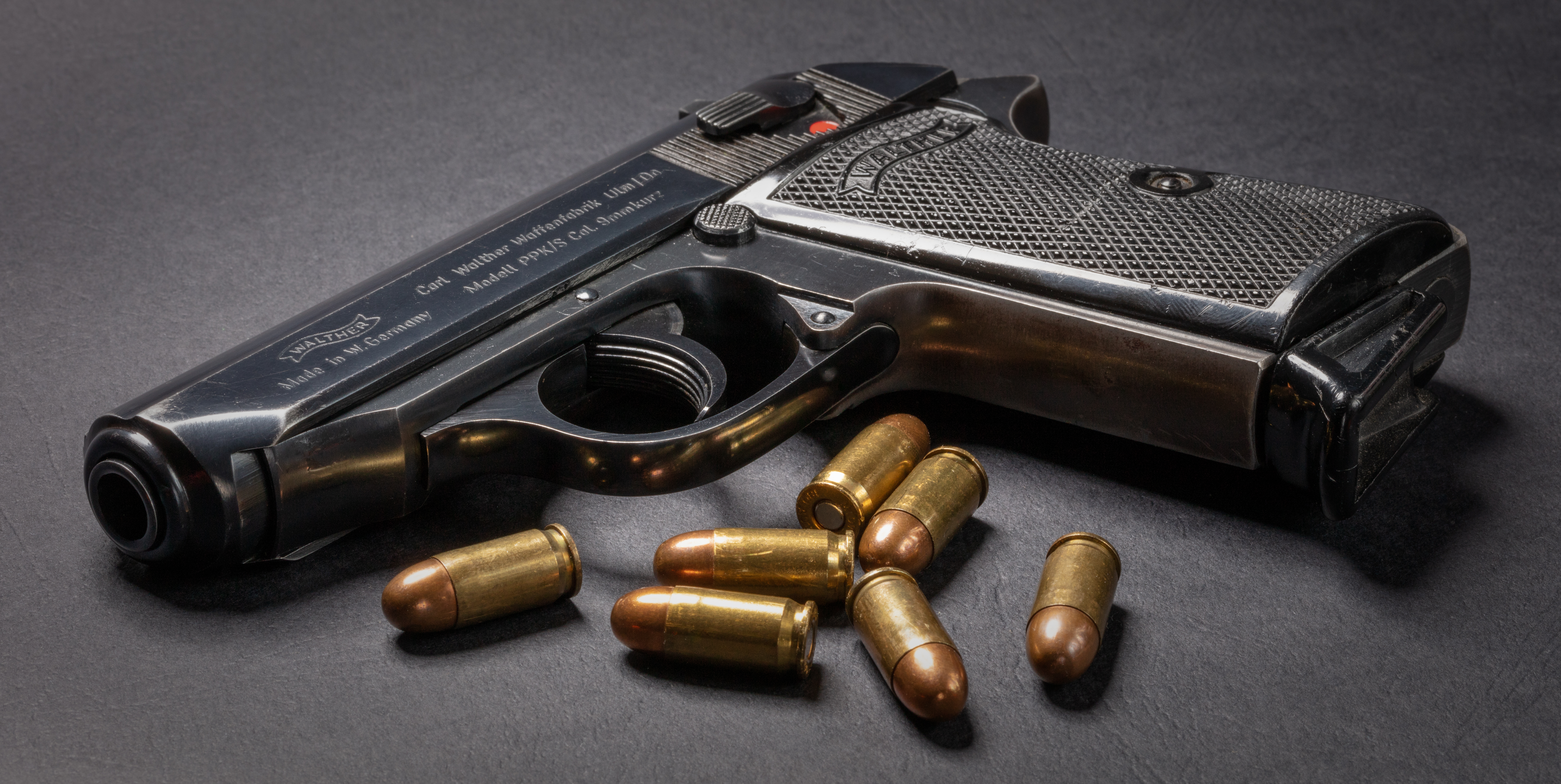
PPK/S made in Germany (Ulm) Cal. 9mmkurz

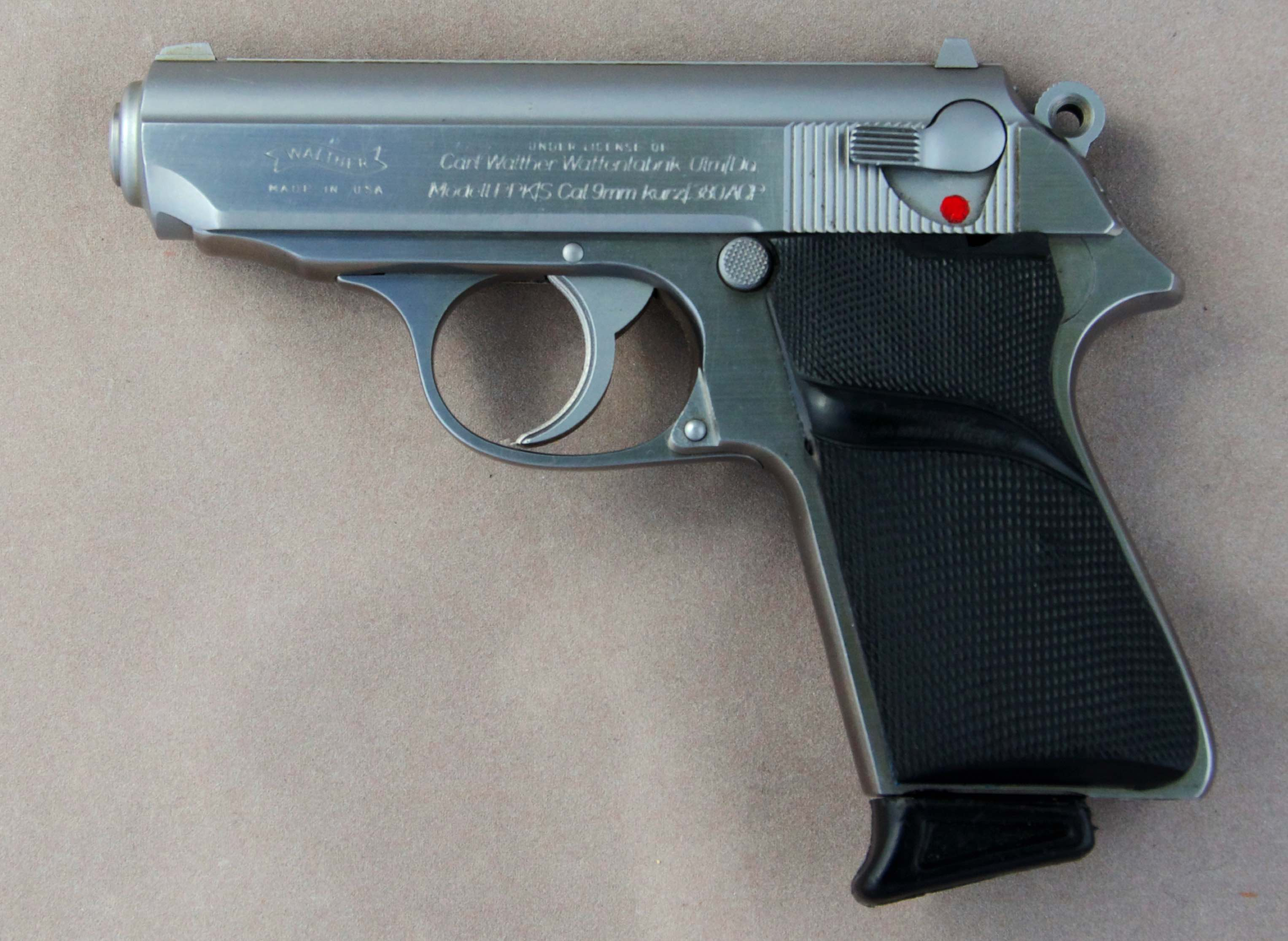
PPK/S INOX made in USA Cal. 9mm kurz/.380ACP

Questa è la variante degli anni 1970, prodotta in calibro 9mm kurz o .380 ACP per l'importazione negli USA, a conseguenza della legge GCA68 del 1968, che limitava le armi troppo piccole o costruite all'estero. Il fusto era quello della PP, mentre la canna ed il carrello-otturatore erano quelli della PPK, con un accrescimento del peso e di alcune dimensioni cruciali e necessarie per scavalcare le limitazioni, più piccole varianti meccaniche. Nel 1983, concede la licenza di produzione alla Interarms (USA), che la rese disponibile anche in acciaio inox. Dal 2013 la Walther apre la società sussidiaria Walther Arms, Inc. con sede in Arkansas negli USA, a Fort Smith, dove produce i modelli PPK e PPK/S per il mercato nordamericano. I modelli PPK e PPK/S in entrambe le finiture (brunita e inox), vengono tutt'oggi prodotte anche per il mercato europeo.

### PP Super (1972)

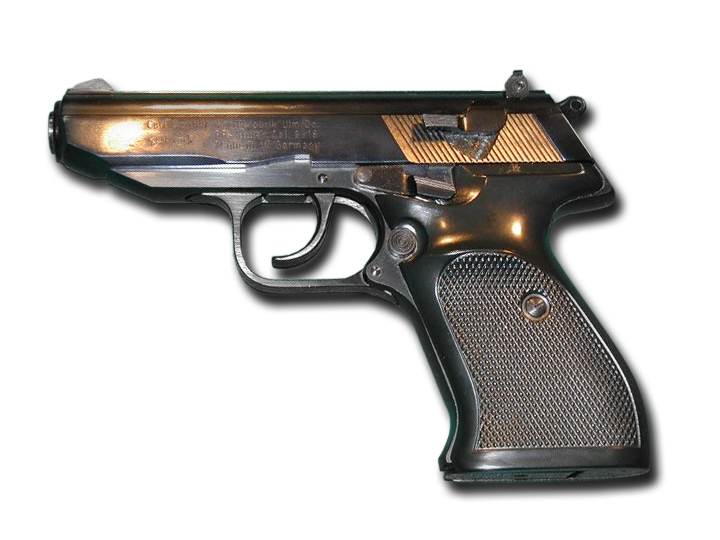
La Walther PP Super, in calibro 9 x 18 Ultra.

Presentata verso la fine del 1973, è una variante con le stesse caratteristiche di base della PP, ma più "robusta" e con alcune migliorie rese possibili dal formato un po' più grande. Porta alcune nuove funzioni più adatte all'uso di polizia e militare, tipo la leva di sblocco del carrello aperto (hold-open), leva che era già presente nella più potente pistola russa Makarov PM del 1951 (derivata anch'essa dalla PP), e che sarà usata anche nella CZ 82. La PP Super è stata concepita sulla nuova cartuccia 9x18 mm Ultra (o 9mm Police), uscita nel 1972 come rinnovamento (SIG-Dynamit Nobel) del vecchio progetto Geco-Walther del 1936, nel quale la "9 x 18,50 mm Ultra" rimase allo stadio sperimentale; la cartuccia della PP Super è meno potente della 9 Makarov, ma un po' più potente della 9 kurz (usata poi anche sulla PP Super) e viene posta quasi come alternativa, progettandola come munizione intermedia, sia per uso di polizia che per difesa personale. La pistola dimostra subito le sue grandi doti e le notevoli capacità operative, basate anche sulle collaudate meccaniche Walther; l'impostazione dell'arma è di tipo "combat", senza sicura manuale (ma con leva abbatticane) e con un'ottima impugnatura e bilanciamento, nonostante venga alimentata da un ridotto magazzino monofilare da 7 colpi. Tuttavia, la PP Super ebbe uno scarso successo, dato soprattutto dall'incomprensione della sua posizione e anche dal fatto che a pochi anni dalla sua introduzione, le varie polizia tedesche scelsero come munizione standard la 9 x 19 mm Parabellum, costringendo in qualche modo la Walther ad abbandonare il progetto e rielaborarlo per far uscire negli anni 1980 la più moderna P5, abbastanza simile esteticamente alla PP Super, ma camerata per la più potente e più efficace cartuccia 9 Para, e quindi meccanizzata con un otturatore a chiusura geometrica.

### PPK/E (2000)

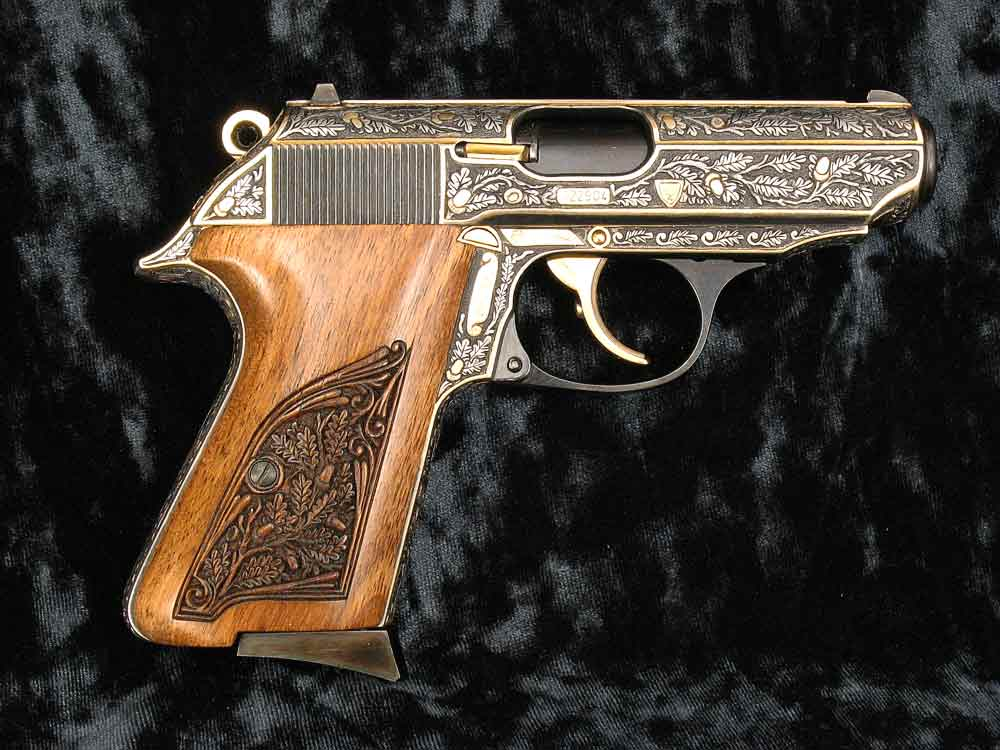
PPK/E decorata

La PPK/E fu annunciata nel 2000, al IWA - Internationale Waffen-Ausstellung Nürnberg (mostra internazionale d'armi di Norimberga). La produzione è durata fino al 2010 circa, e fu affidata, in concessione di licenza, all'ungherese FÈG di Budapest (Fegyver- és Gépgyár), a costi inferiori di circa il 35 %. Il design del formato è quello simile alla PPK/S, con canna corta e impugnatura lunga (il caricatore è tipo PP ed ospita 7 colpi 9 mm e 8 colpi 7,65 mm), ma la linea di mira è più lunga delle PPK (112 vs 109 mm) ed il carrello della PPK/E non si monta su nessuna Walther originale. Quindi, si può dire che è una FÈG PA 63 in stile James Bond, dove manca sicuramente la raffinatezza delle lavorazioni Walther, nonostante le finiture siano di pregio (anche quelle meccaniche) con una buona lucidatura blu, e dove non manca mai la scritta "Carl Walther Waffenfabrik, Ulm/Do." sul fianco sinistro del carrello. Però, la nuova pistola è stata privata dell'indicatore di camera carica, i classici solchi ondulati sulla linea di mira son diventati dritti (per economia) ed alcuni altri particolari simili, la rendono un po' meno preziosa. Il punto forte, è la disponibilità di camerare anche il .22 LR (con 9 colpi nel magazzino), interessante scelta per l'economia dei tiri al poligono e/o per il tiro da divertimento. Così, dire che la PPK/E sia uscita come "versione ammodernata" delle precedenti, risulta un po' azzardato, ma dire che ai tempi fosse l'unica "nuova" PPK Europea in versione 22 LR, e che fosse prodotta in Europa (questo è il significato della E nel nome, a detta della Walther), sembra più coerente ed onesto. Tuttavia, alcuni scherzano sul significato della E = Economica.
Nel 2012-13, la Walther annuncia la ripresa della PPK/S in 22 LR e della PPK, anche per il mercato del vecchio mondo, per cui la fine della FÈG PPK/E, è un inizio di collezionismo d'oltreoceano. L'unico punto un po' strano di questa produzione "Europea", è che i calibri di cameratura erano espressi in stile americano: .22, .32 e .380.

## Galleria d'immagini

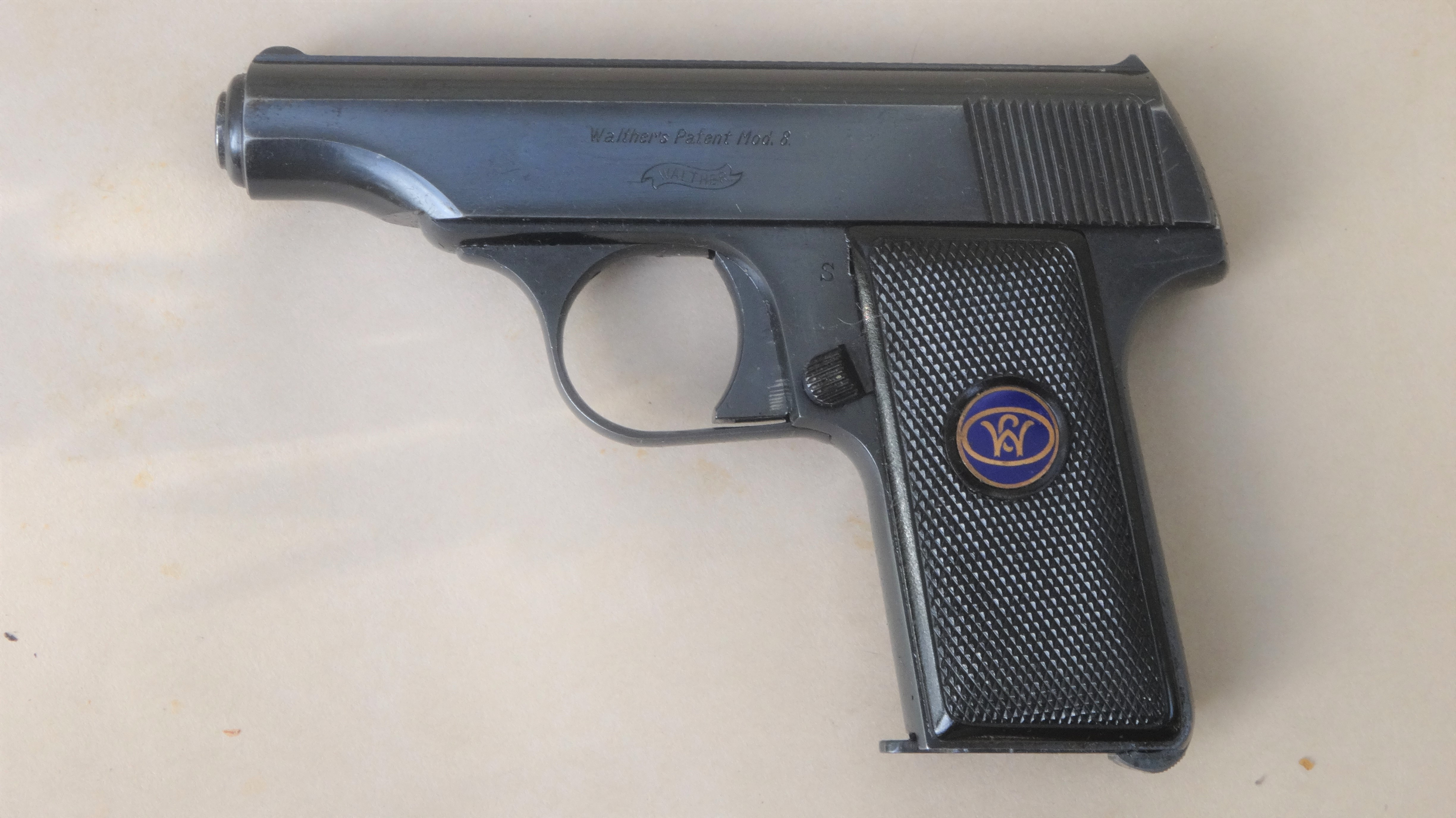
Mod. 8 (sx)
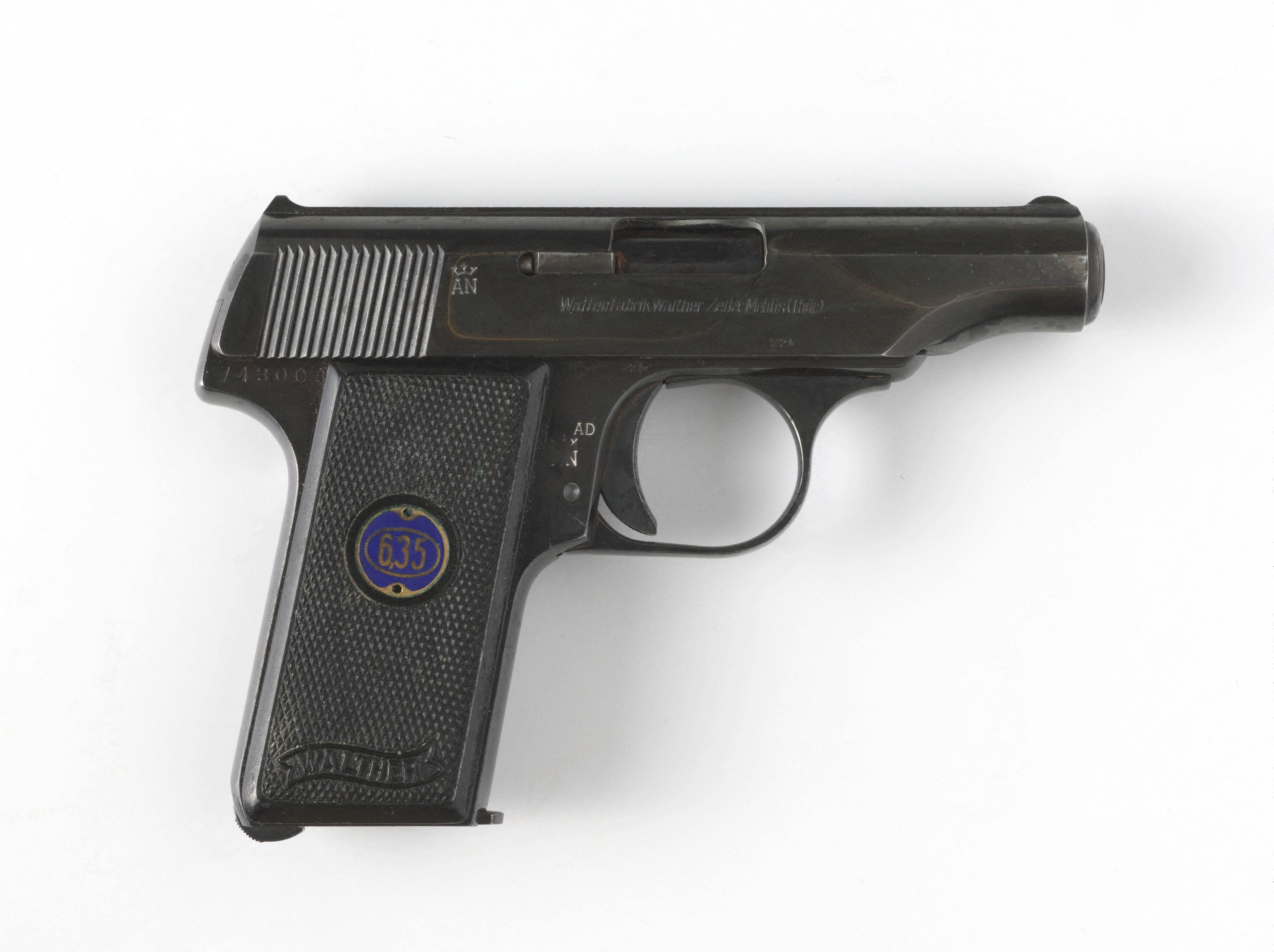
Mod. 8 (dx)
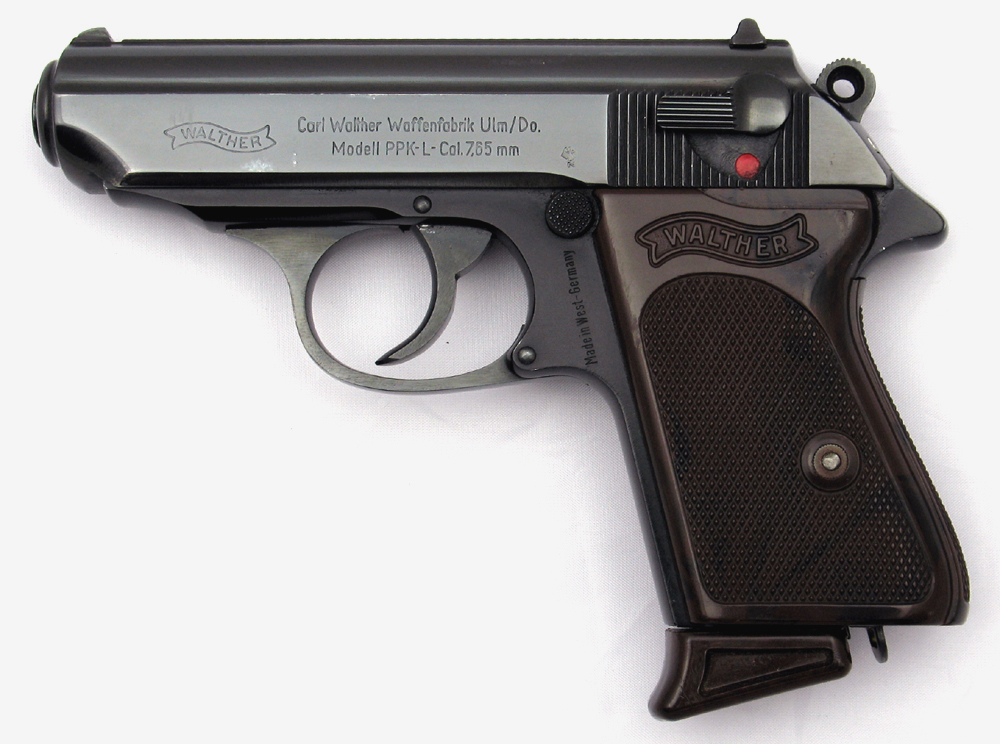
PPK/L
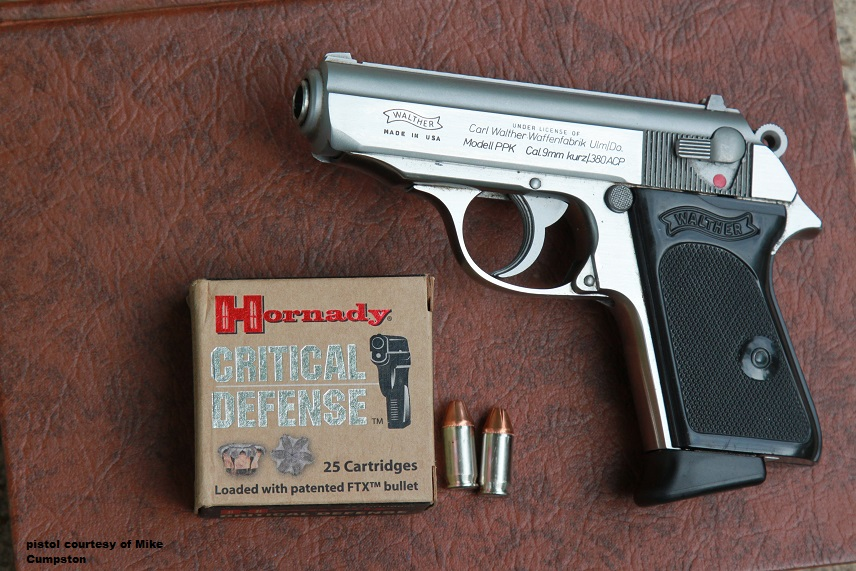
PPK (USA)
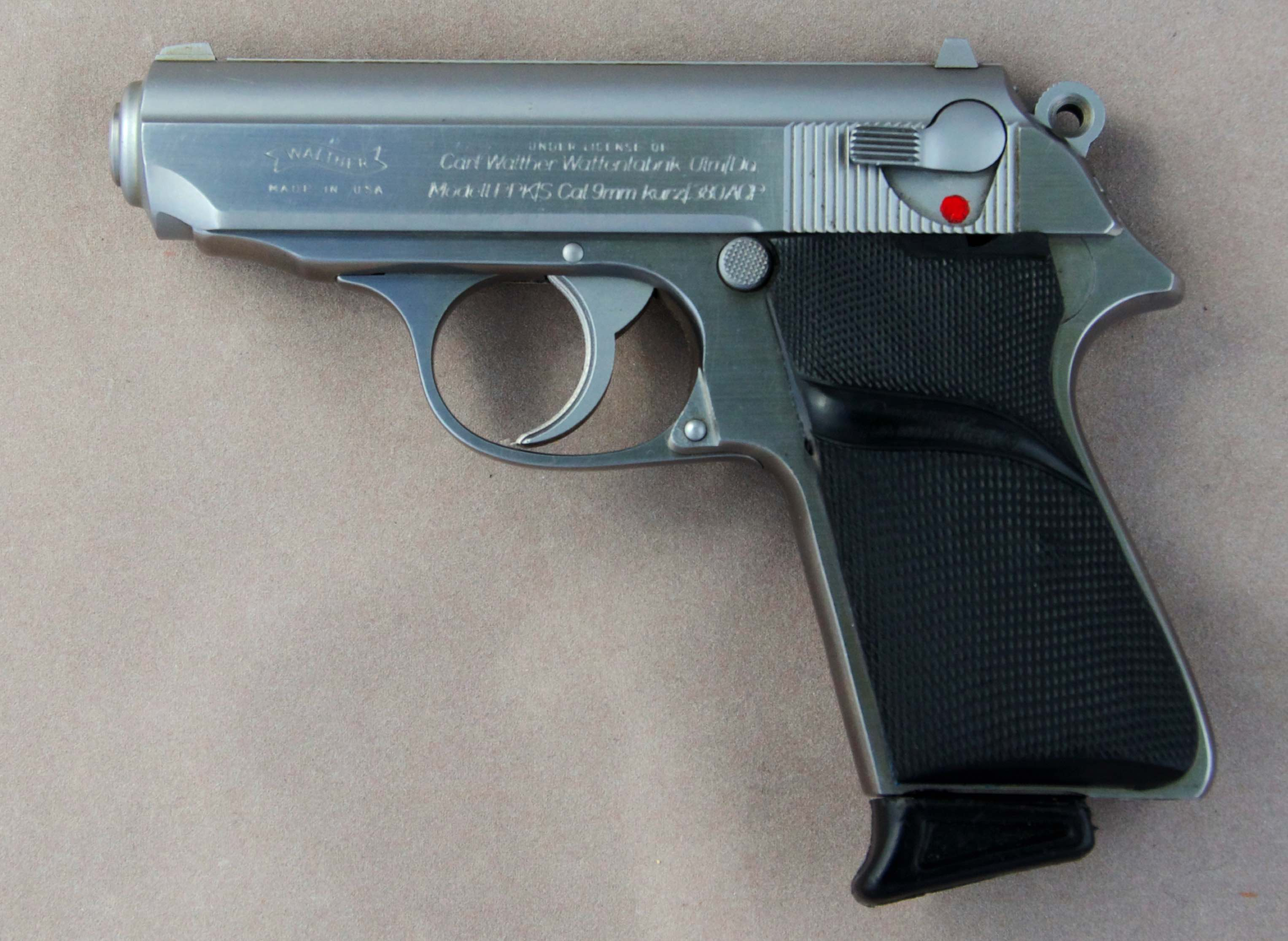
PPK/S
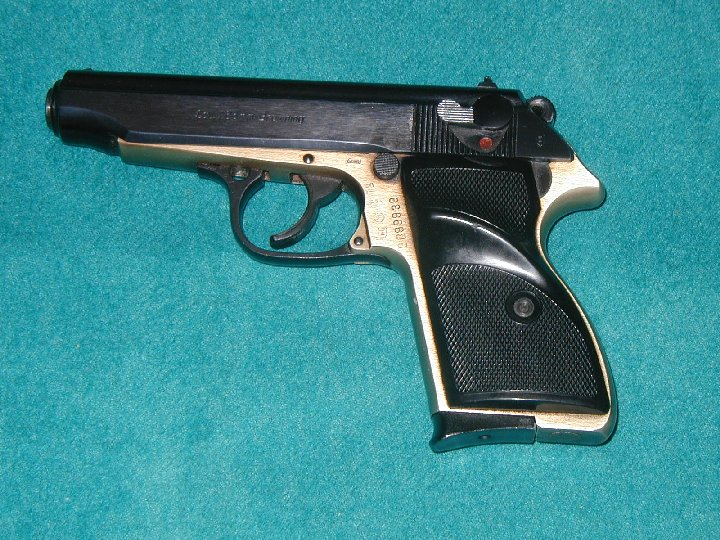
FÈG PA-63
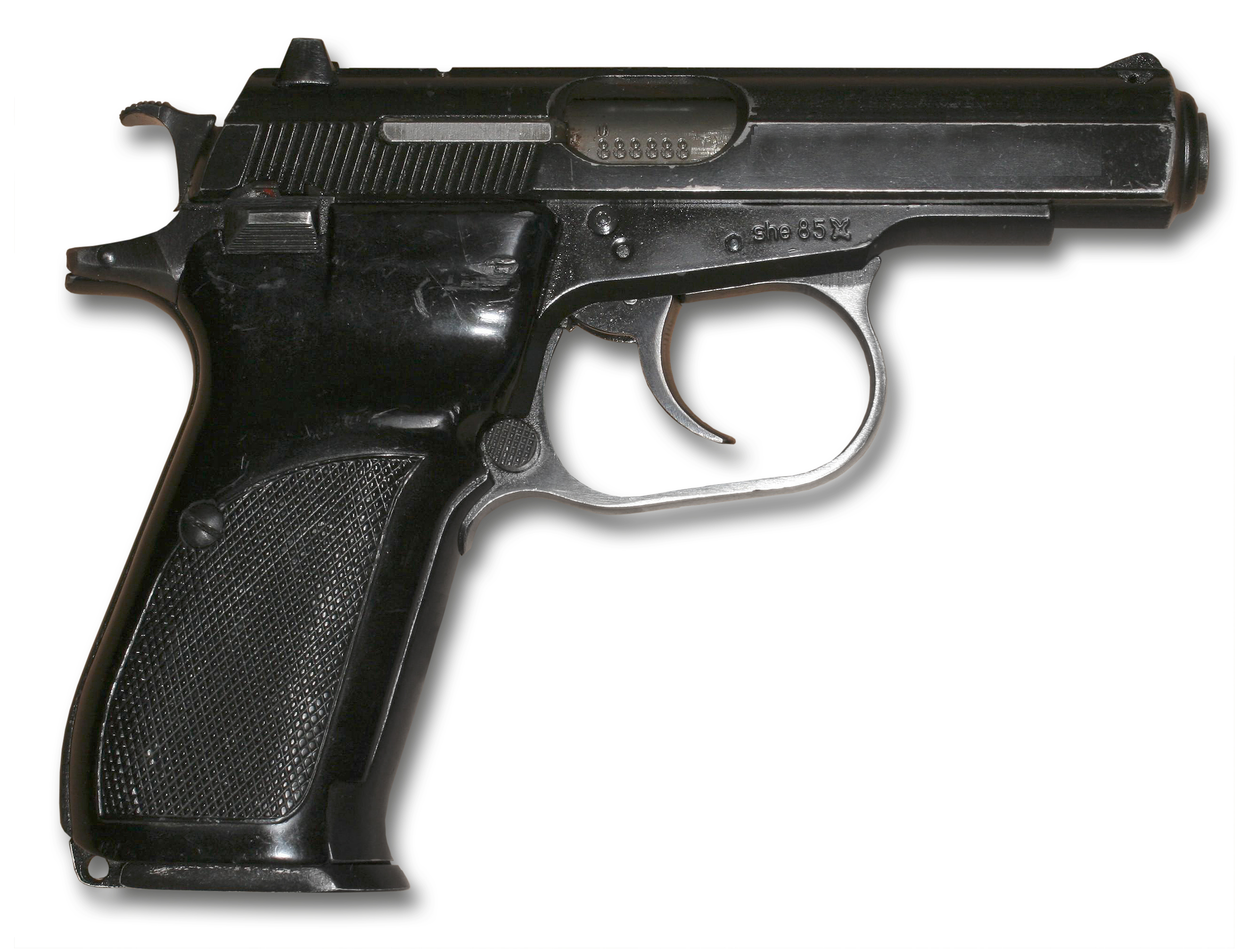
CZ 82
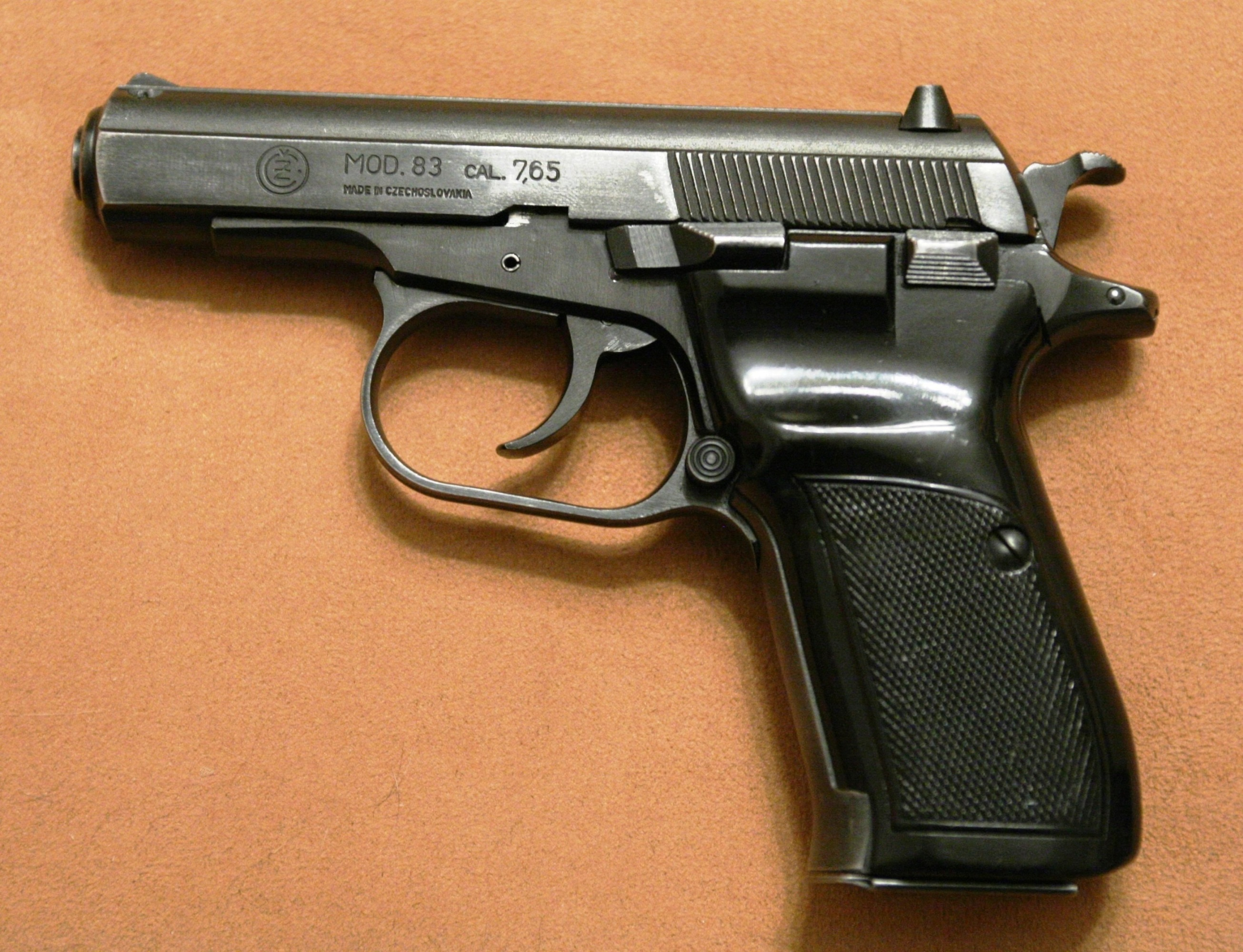
CZ 83
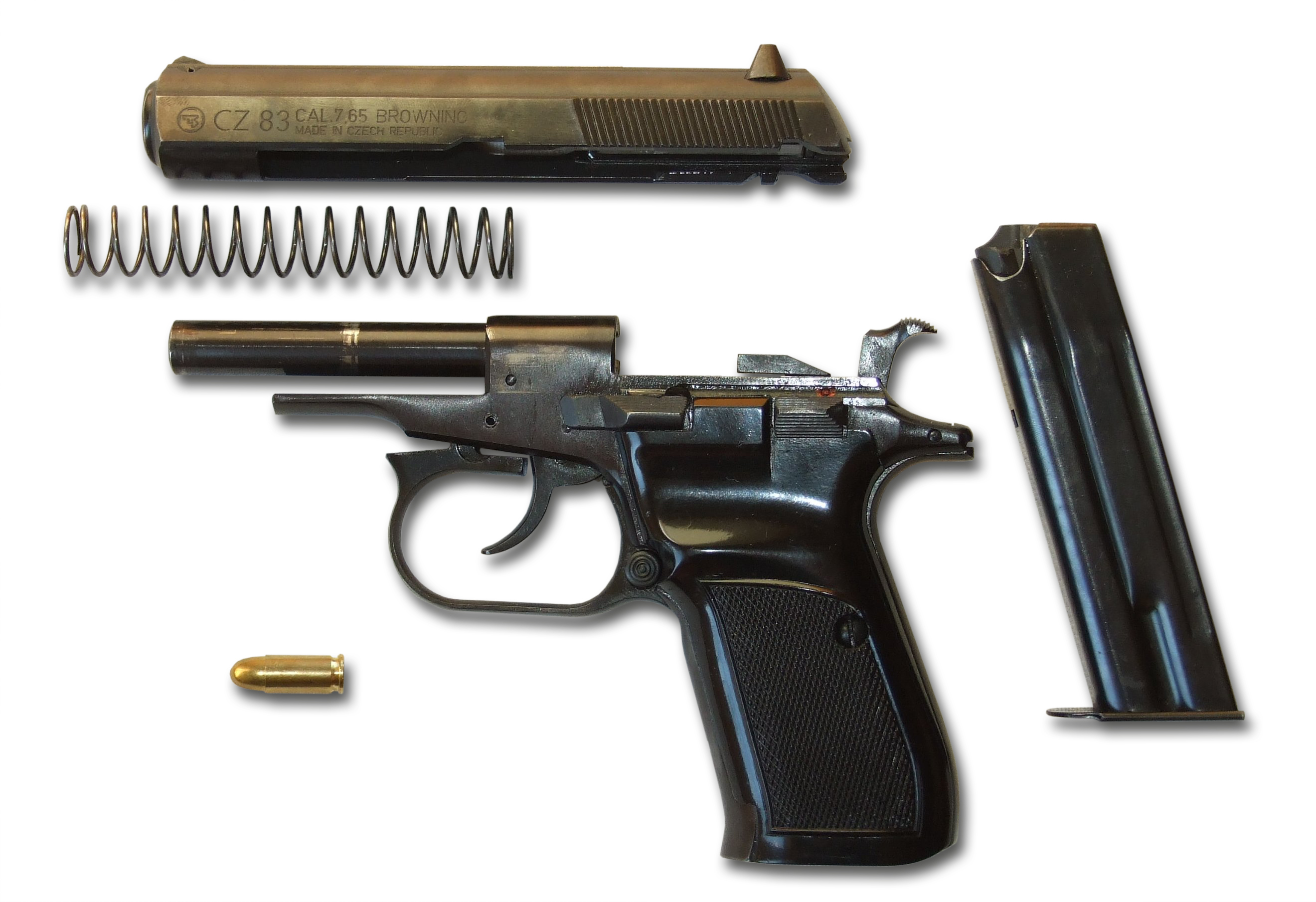
CZ 83 smontata
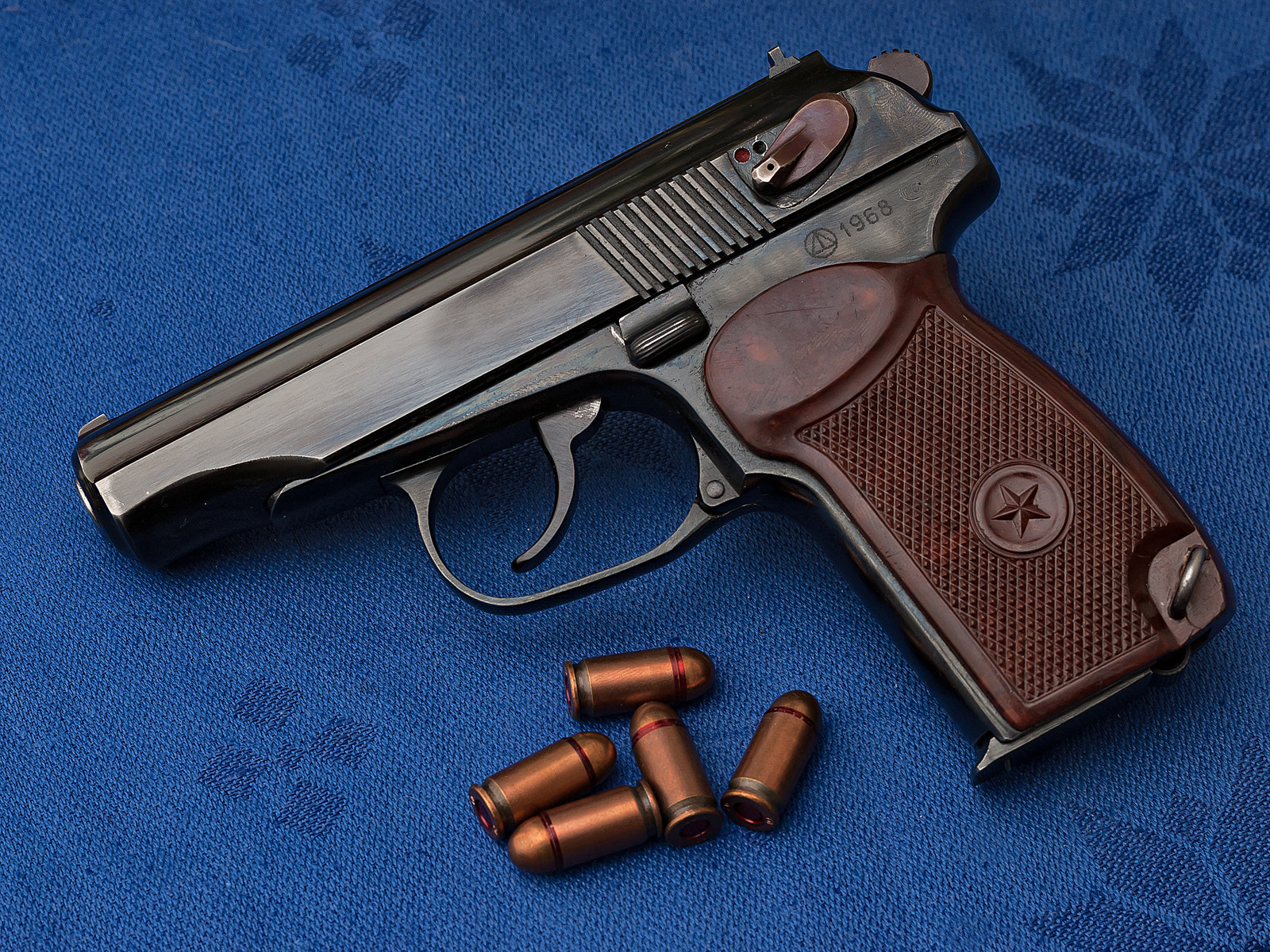
Makarov PM
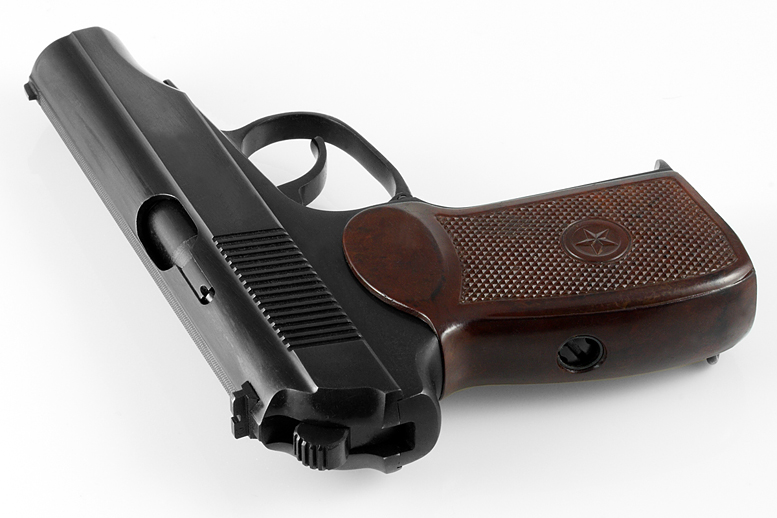
Makarov
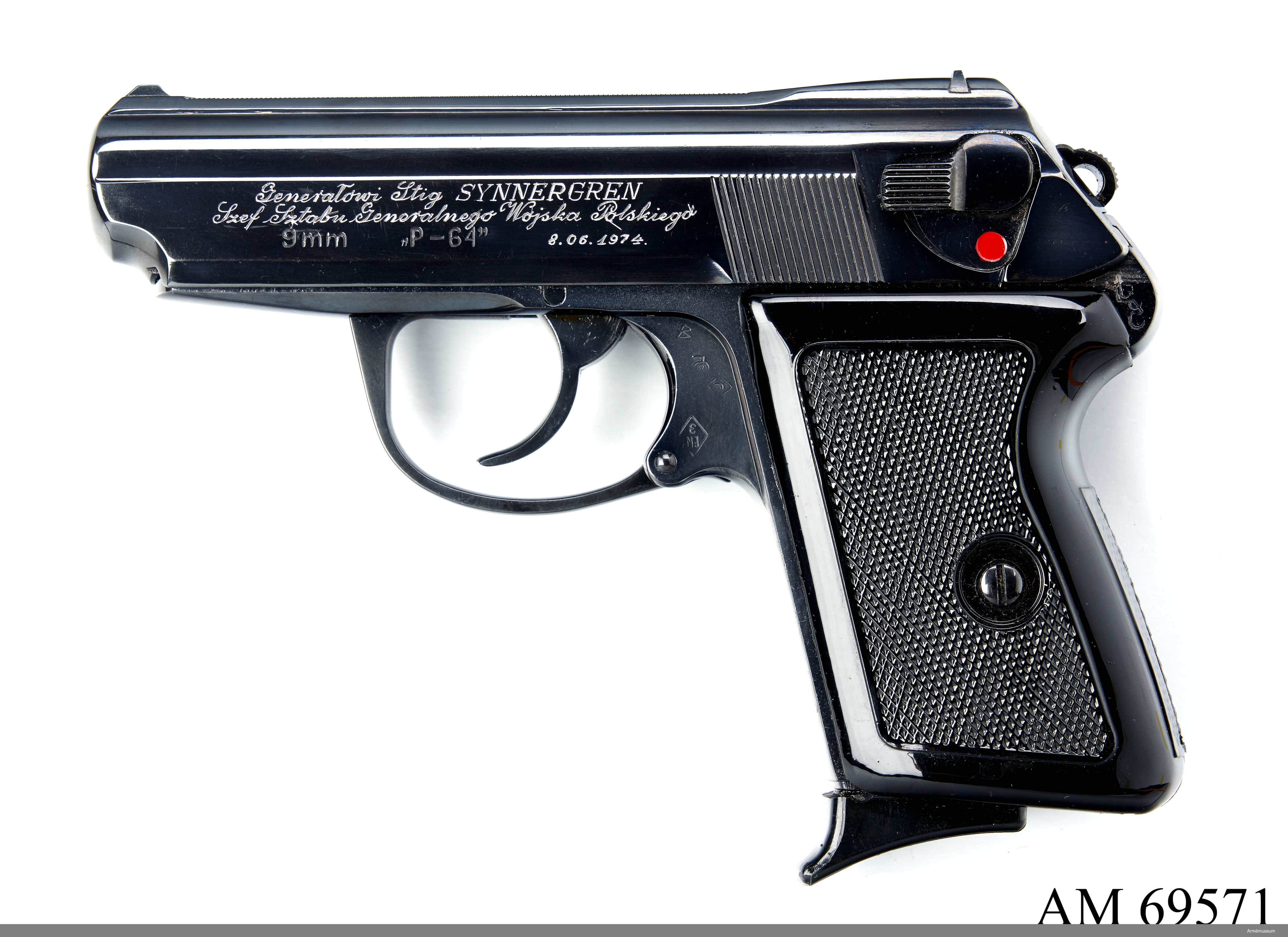
P-64 1969
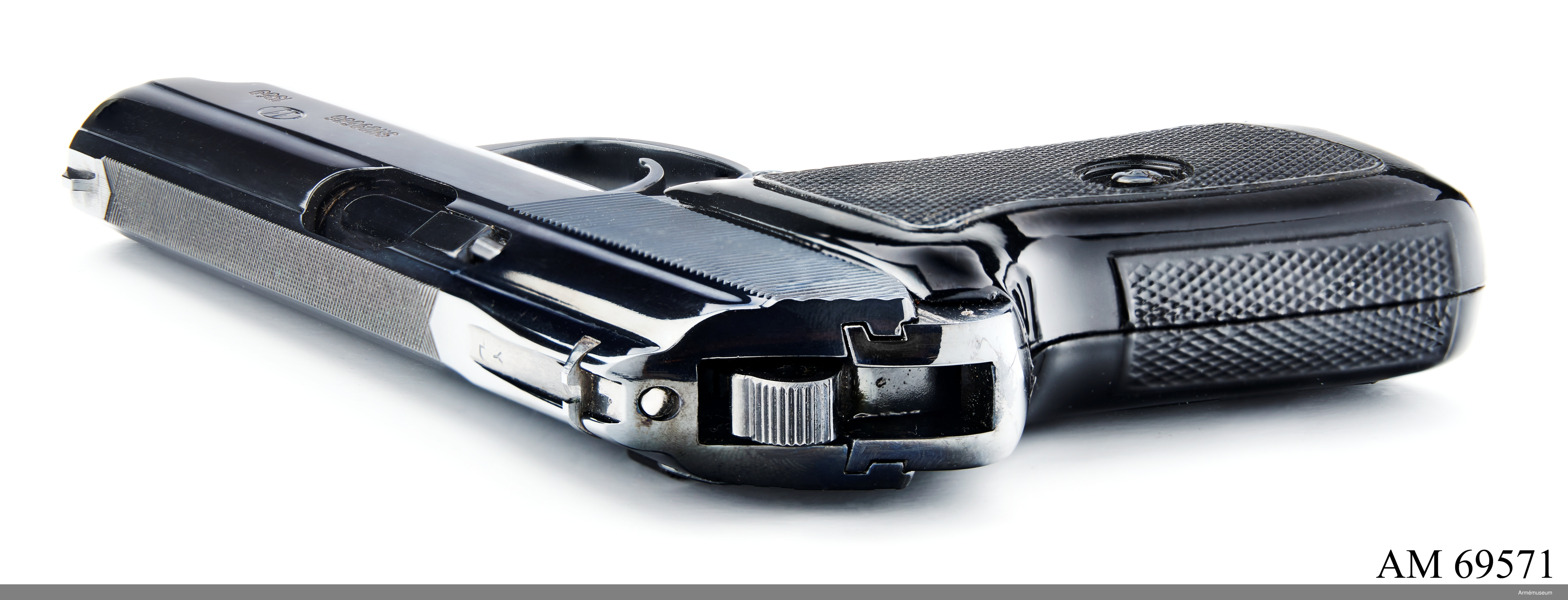
P-64
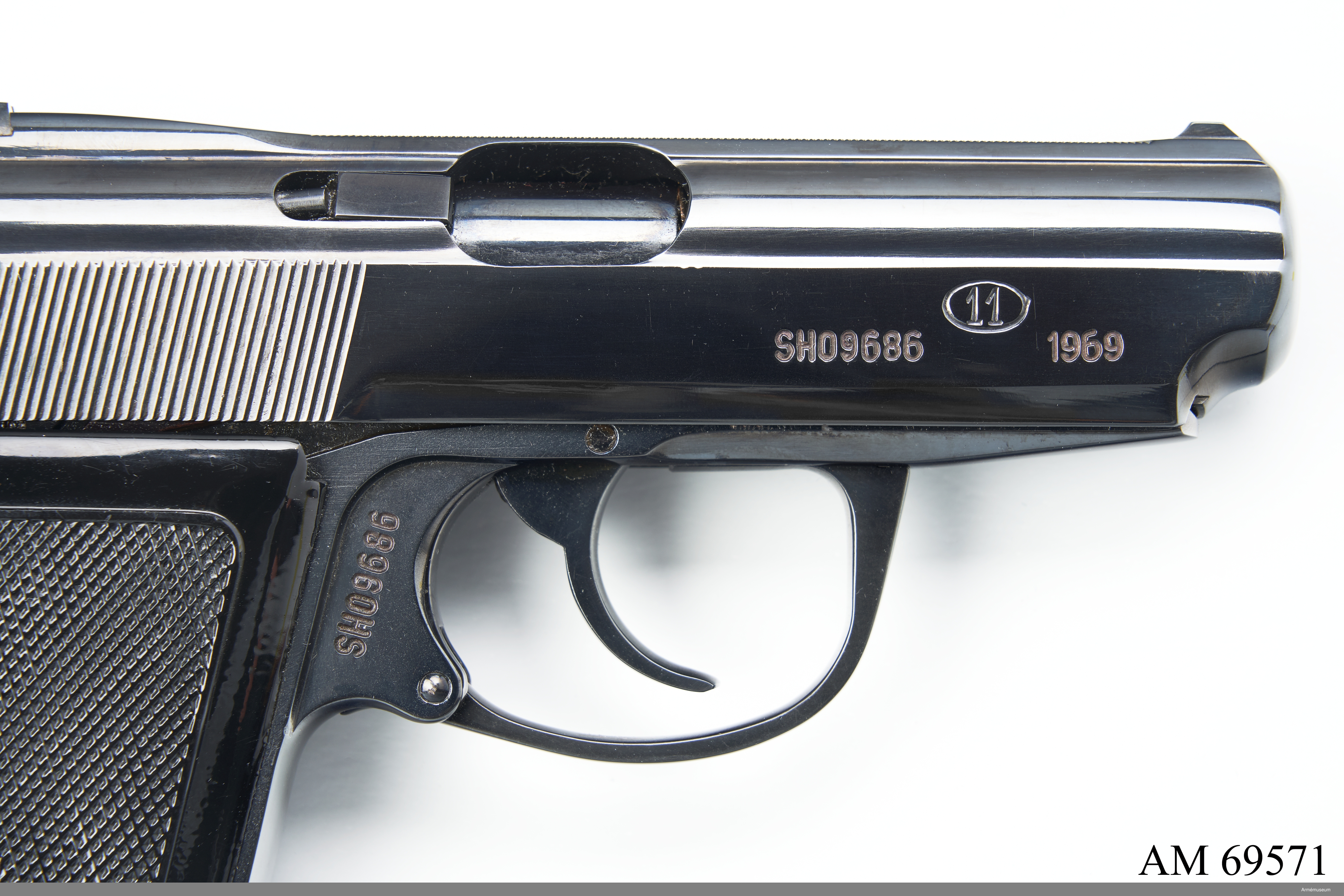
P-64